# Scott Rigsby
Pour les articles homonymes, voir Rigsby.
Scott Rigsby, né le 2 mai 1968 à Camilla aux États-Unis est un triathlète handisport, premier double amputé à finir une distance Ironman 70.3 et Ironman.

## Biographie

### Jeunesse
Scott Rigsby a étudié à Valdosta, il fait partie d'une fratrie de  sept frères et sœurs dont son frère aîné Tim né sourd et souffrant de handicaps physiques et mentaux. Scott lui a consacré un livre intitulé « Le véritable Ironman de notre famille ». À l'âge de 18 ans, Scott Rigsby est victime d'un très grave accident de véhicule à moteur. Il est projeté d'un camion pendant un travail d'été et est traîné pendant 90 mètres sous une remorque de 3 tonnes sur l'asphalte chaud de la route. Il survit à l'accident, mais une de ses jambes devait être amputée tout de suite et la deuxième l'est également dix ans plus tard après 26 opérations qui ne lui permettent pas de retrouver de la motricité.

### Exploit et carrière sportive
Scott Rigsby doit se battre dans les années qui suivent son accident contre de nombreux problèmes en lien avec celui-ci et qui l'oblige à de nombreux séjours en hôpital, problèmes physiques lourd auxquels vont s'ajouter d'autres pathologies, une forte dépression, une dépendance à l'alcool et des difficultés financières. Malgré ses lourdes difficultés, il décide de changer sa vie et de trouver un but à son existence, en participant à des événements d'endurance pour encourager les adultes et les enfants à l'imiter. Il devient un défenseur actif des athlètes handicapés grâce à la « Fondation Scott Rigsby » créé en 2006, qui vise à inspirer, informer et permettre aux handicapés physiques qui ont perdu leurs membres et leur mobilité à retrouver un mode de vie actif.
Dès l'année 2006, début de ses aventures sportives, il réussit à finir treize triathlons et cinq courses sur route. Ses relations et ses connaissances se sont mobilisées pour rassembler vingt mille dollars pour participer à des courses de prestige comme l'Ironman d'Hawaï.

### Vie privée et fondation
Scott Rigsby vit à Atlanta en Géorgie, état américain où il voyage pour partager son histoire dans les paroisses religieuses où dans les universités.

## Records
- 1er octobre 2006 : Rigsby devient le « premier amputé officiel au monde à finir un demi-Ironman sur des jambes prothétiques » en Caroline du Sud[7].
- 13 octobre 2007 : Rigsby devient le « premier double amputé en bas du genou qui termine un événement Ironman » en 2007 lors du championnat du monde à Kona (Hawaï) en 16 h 42 min 48 s[7].

## Distinctions
- Athlète de l'année 2007 par Competitor Magazine[4].
- Star de l'année 2008 par le Temple de la renommée des sports d'Atlanta[4].